# دیوگو کاروالهو
دیوگو کاروالهو (به انگلیسی: Diogo Carvalho) (زادهٔ ۲۶ مارس ۱۹۸۸) شناگر اهل پرتغال است.